# 13ゴースト (1960年の映画)
『13ゴースト』（サーティーン・ゴースト、原題：13 Ghosts）は、1960年制作のアメリカ合衆国のホラー映画。ウィリアム・キャッスル監督。日本では劇場未公開。
2001年にリメイクされた。

## あらすじ
サイラスとその家族は、偏屈な叔父から巨大な屋敷を贈られた。サイラスたちは突然の贈り物に困惑しながらも屋敷に足を踏み入れたが、そこには薄気味悪い家政婦のイレーヌと、12人の恐ろしいゴーストがいた。
叔父は全米各地から狩り集めたゴーストたちをこの屋敷内に監禁しており、それを解くために13番目の生贄を探していたのだった。

## キャスト
- バック：チャールズ・ハーバート
- メディア：ジョー・モロー
- ベン：マーティン・ミルナー
- ヒルダ：ローズマリー・デキャンプ
- サイラス：ドナルド・ウッズ
- イレーヌ：マーガレット・ハミルトン
- ジョン・ヴァン・ドリーレン

## リメイク
2001年にリメイクされた。